# Визовая политика Сейшельских Островов
Визовая политика Сейшельских Островов — совокупность политических мер сейшельского правительства, относящихся к выдаче виз и права на посещение государства иностранным гражданам.
Всем иностранным гражданам, посещающим Сейшельские острова, предоставляется безвизовый доступ. Однако до прибытия они должны получить разрешение на посещение, если только они не были освобождены от этой необходимости. Разрешение на посещение выдается за плату и первоначально действует до трех месяцев, но может быть продлено за плату на срок до трех месяцев с последующими продлениями, не превышающими в общей сложности двенадцати месяцев. При себе необходимо иметь действующий паспорт, билеты в оба конца, подтверждение проживания и достаточное количество денежных средств.

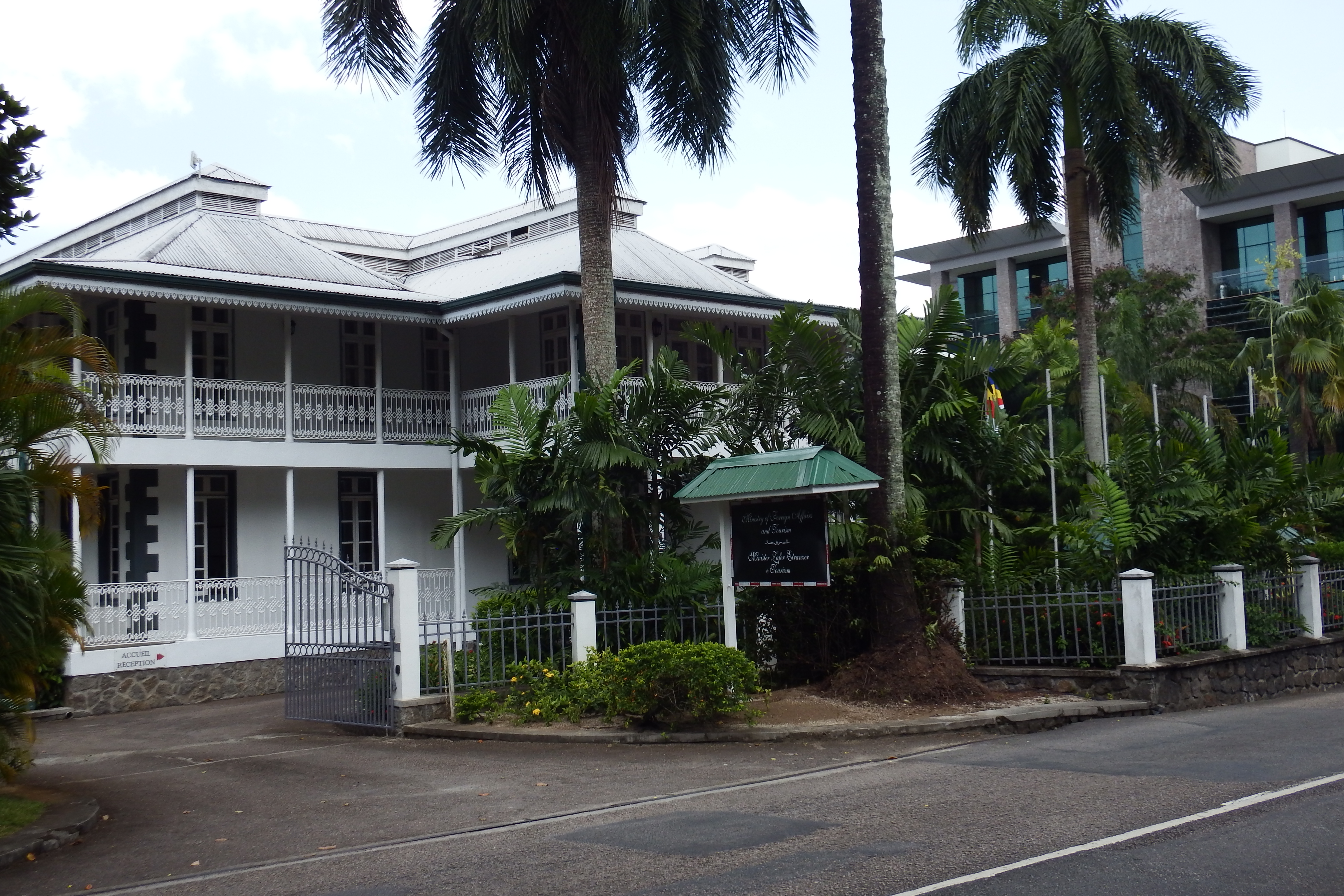
Министерство иностранных дел и туризма

## Безвизовый режим
Гражданам всех стран мира, кроме т.н. Республики Косово, виза для въезда на Сейшелы не требуется, но до поездки требуется оформить разрешение на въезд. Граждане Республики Косово на острова не допускаются.

## Ограничения
Полностью запрещен въезд и транзит для граждан Республики Косово.